# 용과 같이 스튜디오
용과 같이 스튜디오(일본어: 龍が如くスタジオ)는 일본 개발사 세가의 세가 제일CS연구개발부 소속으로서 활동하는 비디오 게임 개발사 부서이다. 《용과 같이》 게임 시리즈를 개발한 것으로 유명하며, 《용과 같이 5: 꿈을 이루는 자》 이후 시리즈 이름을 따 스튜디오명을 결정했다.

## 역사
용과 같이 스튜디오의 기원은 1998년 세가 내에 존재했던 개발부서 '세가 AM11 (1999년 경 세가 AM4로 개명)에서부터 출발한다. 이 당시 부서 관리자는 1989년부터 세가 AM2에 입사해 《데이토나 USA》와 《버추어 스트라이커》 등의 작품에 참여했던 나고시 토시히로였는데, 《쉔무》의 개발 도중 자신만의 개발 부서를 이끌고 싶다는 의견을 밝혔다.
2000년, 세가 AM4는 어뮤즈먼트 비전으로 개명하면서 《슈퍼 몽키 볼》과 《에프제로 GX》를 개발했다. 이후 2003년부터 세가가 사미와 합병해 세가 사미 홀딩스가 된 후 구조조정되면서 어뮤트먼트 비전은 뉴 엔터테인먼트 R&D가 됐다. 이 때 《용과 같이》 시리즈를 개발하기 시작해 2008년 《용과 같이 켄잔!》까지 뉴 엔터테인먼트 R&D 명의로 제작했다.
《용과 같이 3》부터 《용과 같이 오브 디 엔드》까지는 세가 CS1개발부로 분류됐다. 2012년 2월 일본서 《바이너리 도메인》을 홍보할 때부터 용과 같이 스튜디오 로고를 사용하기 시작했다.

## 개발한 게임
- 용과 같이 5: 꿈을 이루는 자
- 용과 같이 유신!
- 용과 같이 0: 맹세의 장소
- 용과 같이 극
- 용과 같이 6: 생명의 시
- 용과 같이 극 2
- 용과 같이 3
- 저지 아이즈: 사신의 유언
- 용과 같이 4: 전설을 잇는 자
- 용과 같이 5: 꿈을 이루는 자
- 퍼펙트! 슈퍼 몽키 볼
- 용과 같이 7: 빛과 어둠의 행방
- 저지 아이즈: 사신의 유언
- 버추어 파이터 5
- 퍼펙트! 슈퍼 몽키 볼 1&2 리메이크

## 같이 보기
- 세가 AM2
- 히트메이커 (기업)
- 소닉 팀

## 참조

### 내용주
1. ↑  일본어: セガ 第一CS研究開発部, 영어: Sega CS Research and Development No. 1